# Paul Alexandre (médecin)
Pour les articles homonymes, voir Alexandre et Paul Alexandre.
Paul Alexandre, né le 6 mai 1881 et mort le 31 janvier 1968 à Paris, est un docteur en médecine, un collectionneur d'art moderne et un mécène français.

## Biographie
Né dans le 16e à Paris, Paul Alexandre est le fils de Jean Baptiste Alexandre, pharmacien, et de Rose Marie Mouffle. Il devient médecin et son frère cadet, Jean, pharmacien.
En 1906, il ouvre une clinique au 62 rue Pigalle. En 1907, il découvre au 7 rue du Delta, un lieu approprié aux rencontres artistiques, un pavillon abandonné appartenant à la Ville, qu'il loue pour une somme symbolique : il y organise avec son frère une sorte de phalanstère ouvert aux artistes dans le besoin. Il y convie entre autres Amedeo Modigliani, arrivé d'Italie l'année précédente, qui ne fait qu'y peindre et participer à des fêtes où se retrouvent Albert Gleizes, Maurice-Edme Drouard, Henri Doucet...
Il reste le premier admirateur et mécène, et même le principal acheteur du peintre italien jusque vers 1914 ; à l'époque il possède une vingtaine de toiles du peintre et plusieurs centaines de dessins.
Le 3 août 1914, il est mobilisé dans le cadre de la Première Guerre mondiale, appelé au front pour soigner les blessés.
En 1919, Paul Alexandre épouse Jacqueline Eugénie Marie Guénot, fille de Maximilien Charles Guénot (1848-1908), ingénieur des mines et amateur d'art. Elle deviendra pharmacienne. Paul continue d'exercer dans sa clinique, rue Pigalle. Il est l'auteur d'un essai, La Beauté de la chevelure, publié en 1924 et illustré par des bois de Henry Gazan.
Il est mort en 1968 à son domicile au 47 de la rue Poncelet, dans le 17e, à l'âge de 86 ans.
Paul Alexandre a eu onze enfants : six fils ( Blaise, Philippe, Côme, Luc, Noël et Georges) et cinq filles (Jeanne, Rose, Marianne, Louise et Lucile). En 1988, Blaise et Philippe Alexandre, les fils aînés, ont offert deux portraits peints de Modigliani au musée des beaux-arts de Rouen. Blaise, Philippe et Noël ont décidé ensemble de faire don de nombreux dessins, alors inconnus, de Modigliani. Auparavant, ils organisent une exposition itinérante, Collection Paul Alexandre. Modigliani inconnu (1993-1996) avec comme dernière étape le musée des beaux-arts de Rouen. En 2001, Blaise offre 37 dessins à ce musée, don complété par d'autres après sa mort (2005). D’autres œuvres de la collection ont été dispersées sur le marché de l’art. Les dessins ont été authentifiés par une marque rouge, grâce aux efforts de Noël, en accord avec son père, en 1960.
Il fut également collectionneur de Geneviève Gallois.

## Portraits par Modigliani
- Jean-Baptiste Alexandre [le père], huile sur toile, 92 × 73 cm, Musée des Beaux-Arts de Rouen.
- Paul Alexandre sur fond vert, 1909, huile sur toile, 100 × 81 cm, Musée national d'Art moderne de Tokyo.
- Paul Alexandre sur fond brun, 1909, huile sur toile.[Où ?]
- Paul Alexandre (de profil, une pipe à la main).[Où ?]
- Portrait de Paul Alexandre (devant un vitrage), 1913, huile sur toile, 80 × 45 cm, Musée des Beaux-Arts de Rouen.
- Jean Alexandre [le frère d'Alexandre], huile sur toile, Martigny, Fondation Gianadda.

## Décorations
- : Officier de la Légion d'honneur en 1938
  - Chevalier de la Légion d'honneur en 1916[8]
- : Croix de guerre 1914-1918 avec palme (2 citations à l'ordre de l'Armée).